# Sessea multinervia
Sessea multinervia är en potatisväxtart som beskrevs av Francey. Sessea multinervia ingår i släktet Sessea och familjen potatisväxter. Inga underarter finns listade i Catalogue of Life.